# (4110) Keats
(4110) Keats es un asteroide perteneciente al cinturón de asteroides, descubierto el 13 de febrero de 1977 por Edward Bowell desde el Observatorio del Monte Palomar, Estados Unidos.

## Designación y nombre
Designado provisionalmente como 1977 CZ. Fue nombrado Keats en honor al poeta británico John Keats.